# Marcel Jean (producteur)
Pour les articles homonymes, voir Marcel Jean.
Marcel Jean est un producteur, réalisateur, scénariste, critique et auteur de plusieurs livres portant sur le cinéma, né le 8 janvier 1963 à Chicoutimi (Québec).

## Biographie
Il devient critique de cinéma au Devoir dès 1984, alors qu'il n'est pas encore diplômé de l'Université de Montréal, où il obtiendra une maîtrise en Histoire de l'art (son mémoire porte sur Marguerite Duras). En 1987, il intègre le comité de rédaction de la revue 24 images, dirigée par Claude Racine. En 1988, il est coauteur avec Michel Coulombe du Dictionnaire du cinéma québécois. L'année suivante, il réalise un premier court métrage (Le Rendez-vous perpétuel), bientôt suivi d'un deuxième (Vacheries) puis d'un documentaire portant sur la critique culturelle (État critique). Dans le cadre de la collection «La Culture dans tous ses états» il réalise le documentaire Écrire pour penser, qui porte sur l'essai littéraire dans la littérature québécoise.
En parallèle à ses activités de critique et de réalisateur, Marcel Jean enseigne l'histoire et l'esthétique du cinéma, principalement à l'Université de Montréal, de 1986 à 2013. Son travail d'enseignant est à l'origine de plusieurs de ses ouvrages de vulgarisation (Le cinéma québécois ; Le langage des lignes).
En 1998 il devient producteur à l'Office national du film du Canada, chargé de la valorisation de la collection. Il produit notamment des documentaires biographiques (sur les acteurs Guy L'Écuyer et Luce Guilbeault), la série télévisée Filière D ainsi que l'édition vidéo de l’œuvre de Pierre Perrault.
En novembre 1999 il prend la direction du Studio d'animation du Programme français de l'ONF, poste qu'il occupe jusqu'en juin 2005. À ce titre il produit une quarantaine de films qui remportent plus de 150 prix internationaux. Prenant la suite de Pierre Hébert, qui occupait ce poste depuis 1996, il cherche à redonner au studio une place sur l'échiquier mondial semblable à celle qu'il occupait au cours de la décennie 1970. Pour ce faire, il encourage les coproductions internationales (des films de Pjotr Sapegin, de Lejf Marcussen, de Regina Pessoa, de Georges Schwizgebel, de Florence Miailhe, etc.), décentralise la production (il met en chantier Les ramoneurs cérébraux de Patrick Bouchard au Saguenay, Rumeurs du Groupe Kiwistiti à Québec, Liaisons de Jean Detheux en Ontario francophone) et accueille quantité de jeunes cinéastes (Nicolas Brault, Theodore Ushev, Frédéric Tremblay, Nicolas Lemay).
En juin 2012, il est nommé Délégué artistique du festival international du film d'animation d'Annecy,. La même année, il prend la direction du programme documentaire de l'Institut national de l'image et du son, fonction qu'il assume jusqu'en 2015.
En avril 2015 il est nommé directeur général de la Cinémathèque québécoise. Il hérite alors d'une organisation en crise (on discute de sa possible intégration à BAnQ) dont il entreprend de transformer la culture interne pour y dynamiser les activités et y accueillir les créateurs au sein de résidences d'artistes. Réagissant à la fermeture d'Ex Centris qui prive Montréal d'un important lieu de diffusion pour le cinéma d'auteur, il lance le Centre d'art et essai de la Cinémathèque québécoise (CAECQ) qui amorce ses activités le 1er avril 2016 et programme principalement des documentaires et des films indépendants récents.
En 2020 parait le premier numéro de Blink Blank, revue francophone semestrielle consacrée au cinéma d'animation, dont il est le directeur éditorial avec Xavier Kawa-Topor.

## Distinctions
En juin 2014, l'Animafest de Zagreb lui décerne le « Award for Outstanding Contribution to Animation Studies ».
En juin 2018, l'Université Savoie-Mont-Blanc lui remet un doctorat honoris causa.
En mai 2022 il reçoit l'insigne de Chevalier dans l'ordre des Arts et des Lettres de la République française.

## Filmographie

### Comme réalisateur
- 1989 : Le Rendez-vous perpétuel
- 1990 : Vacheries
- 1992 : État critique
- 1999 : Écrire pour penser
- 1999 : Luce Guibeault, explorActrice
- 1999 : Portrait de René Jodoin

### Comme producteur
- 1999 : Sincèrement, Guy L'Écuyer de Michel La Veaux
- 1999 : Luce Guilbeault explorActrice de Marcel Jean
- 2000 : Du big bang à mardi matin (en) de Claude Cloutier
- 2000 : Âme noire de Martine Chartrand
- 2001 : Aria de Pjotr Sapegin (no)
- 2001 : Chasse papillon de Philippe Vaucher
- 2002 : Les Ramoneurs cérébraux de Patrick Bouchard
- 2002 : Parfum de lumière de Serge Clément
- 2003 : Circuit Marine d'Isabelle Favez
- 2003 : Nuit d'orage de Michèle Lemieux
- 2003 : Rumeurs du Groupe Kiwistiti
- 2004 : L'Homme sans ombre de Georges Schwizgebel
- 2004 : Accordéon de Michèle Cournoyer
- 2004 : À travers mes grosses lunettes de Pjotr Sapegin
- 2005 : Liaisons de Jean Detheux
- 2005 : Rupture de Jean Detheux
- 2006 : Conte de quartier de Florence Miailhe
- 2006 : Histoire tragique avec fin heureuse de Regina Pessoa
- 2006 : Jeu de Georges Schwizgebel
- 2007 : Isabelle au bois dormant de Claude Cloutier
- 2008 : Robe de guerre de Michèle Cournoyer
- 2009 : L'homme qui dort d'Inès Sedan
- 2012 : MacPherson de Martine Chartrand
- 2012: Joda de Theodore Ushev
- 2013: Arwad de Dominique Chila et Samer Najari
- 2014 : Soif de Michèle Cournoyer
- 2014 : Le Puits de Philippe Vaucher

## Livres
- Avec Michel Coulombe, Le Dictionnaire du cinéma québécois, Éditions du Boréal, 1988  (ISBN 2890522660)
- Le Cinéma québécois, Éditions du Boréal, 1991  (ISBN 2890524132)
- Le Langage des lignes, Les 400 coups, 1995  (ISBN 2921620855)
- Pierre Hébert, l'homme animé, Les 400 coups, 1997  (ISBN 2921620871)
- Quand le cinéma d'animation rencontre le vivant, Les 400 coups, 2006  (ISBN 9782895403050)
- Tout est mise en scène, Les 400 coups, 2007  (ISBN 9782895403326)
- Dictionnaire des films québécois, Éditions somme toute, 2014  (ISBN 9782924283677)